# سلوغرد
سلوغرد (بالفارسية: سلوگرد) هي قرية تقع في قسم بيزكي الريفي (مقاطعة تشناران) في إيران. يقدر عدد سكانها بـ 1,110 نسمة .